# Günter Sawitzki
Günter Sawitzki (født 22. november 1932, død 14. december) var en tysk fodboldspiller (målmand).
Han spillede på klubplan i 15 år hos VfB Stuttgart. Her var han i 1958 med til at vinde den tyske pokalturnering.
Sawitzki spillede desuden, mellem 1956 og 1963, ti kampe for det vesttyske landshold. Han deltog for sit land ved både VM i 1958 i Sverige og VM i 1962 i Chile, men var dog reservemålmand i begge turneringer.

## Titler
DFB-Pokal
- 1958 med VfB Stuttgart